# Kabinet-De Maizière

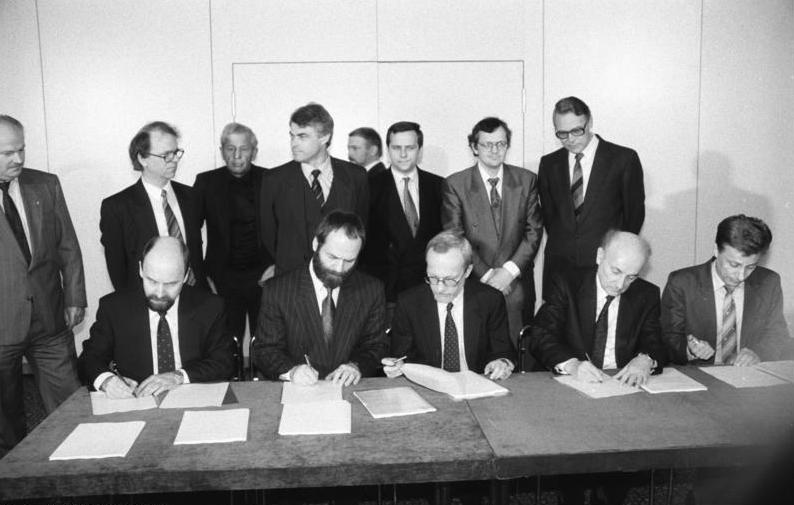
Kabinet-De Maizière tijdens de ondertekening van de coalitieovereenkomst

Het kabinet-De Maizière regeerde over de Duitse Democratische Republiek van 12 april 1990 tot 3 oktober 1990. Het was het laatste kabinet van de DDR.

## Kabinet-De Maizière
CDU+SPD+DSU+DA+BFD
| Functie                                        | Persoon                                                                                       | Partij              |
| ---------------------------------------------- | --------------------------------------------------------------------------------------------- | ------------------- |
| Minister-president                             | Lothar de Maizière                                                                            | CDU                 |
| Plv. Premier + minister van Binnenlandse Zaken | Peter-Michael Diestel                                                                         | DSU                 |
| Buitenlandse Zaken                             | Markus Meckel sinds 20 augustus 1990 Lothar de Maizière                                       | SPD CDU             |
| Economische Zaken                              | Gerhard Pohl sinds 15 augustus 1990 Günter Halm                                               | CDU BFD             |
| Financiën                                      | Walter Romberg sinds 15 augustus 1990 Werner Sowron                                           | SPD CDU             |
| Uitrusting en Verdediging                      | Rainer Eppelmann                                                                              | DA                  |
| Toerisme en Handel                             | Sybille Reider sinds 20 augustus 1990 Lothar Engel                                            | SPD -               |
| Justitie                                       | Kurt Wünsche sinds 15 augustus 1990 Manfred Walther                                           | BFD CDU             |
| Regio- en Districtsvraagstukken                | Manfred Preiss                                                                                | BFD                 |
| Land-, Bosbouw en Voedselvoorziening           | Peter Kollack sinds 15 augustus 1990 Peter Kauffold sinds 20 augustus 1990 Gottfried Hanschke | onafhankelijk SPD - |
| Arbeid en Sociale Zaken                        | Regine Hillebrandt sinds 20 augustus 1990 Jürgen Kleditzsch                                   | SPD CDU             |
| Jeugdzaken en Sport                            | Cordula Schubert                                                                              | CDU                 |
| Vrouwenzaken en Familie Vraagstukken           | Christa Schmidt                                                                               | CDU                 |
| Volksgezondheid                                | Jürgen Kleditzsch                                                                             | CDU                 |
| Verkeer                                        | Horst Gibtner                                                                                 | CDU                 |
| Milieu, Natuurbescherming en Energie           | Karl-Hermann Steinberg                                                                        | CDU                 |
| Post en Telecommunicatie                       | Emil Schnell sinds 20 augustus 1990 Hans-Jürgen Niehoff                                       | SPD -               |
| Bouw en Huisvesting                            | Axel Viehweger                                                                                | BFD                 |
| Onderzoek en Technologie                       | Frank Terpe sinds 20 augustus 1990 Hans-Joachim Meyer                                         | SPD onafhankelijk   |
| Onderwijs en Wetenschappen                     | Hans-Joachim Meyer                                                                            | onafhankelijk       |
| Cultuur                                        | Herbert Schirmer                                                                              | CDU                 |
| Media                                          | Gottfried Müller                                                                              | CDU                 |
| Economische Samenwerking                       | Hans-Wilhelm Ebeling                                                                          | DSU                 |
| Minister in Ambt van de Minister-President     | Klaus Reichenbach                                                                             | CDU                 |